# Viešdauba
Viešdauba je potok na západě Litvy (Telšiaiský kraj) v Žemaitsku na Žemaitijské vysočině. Pramení ve vsi Gaižupiai. Je dlouhý 7,5 km. Potok teče směrem jižním. Protéká vsí Žvirzdaliai. Do řeky Minija se vlévá jako její pravý přítok 169,3 km od jejího ústí do Atmaty.

## Přítoky
- Gaižupis (vlévá se 4,4 km od ústí, délka 3,6 km)